# Władysław Marek Turski

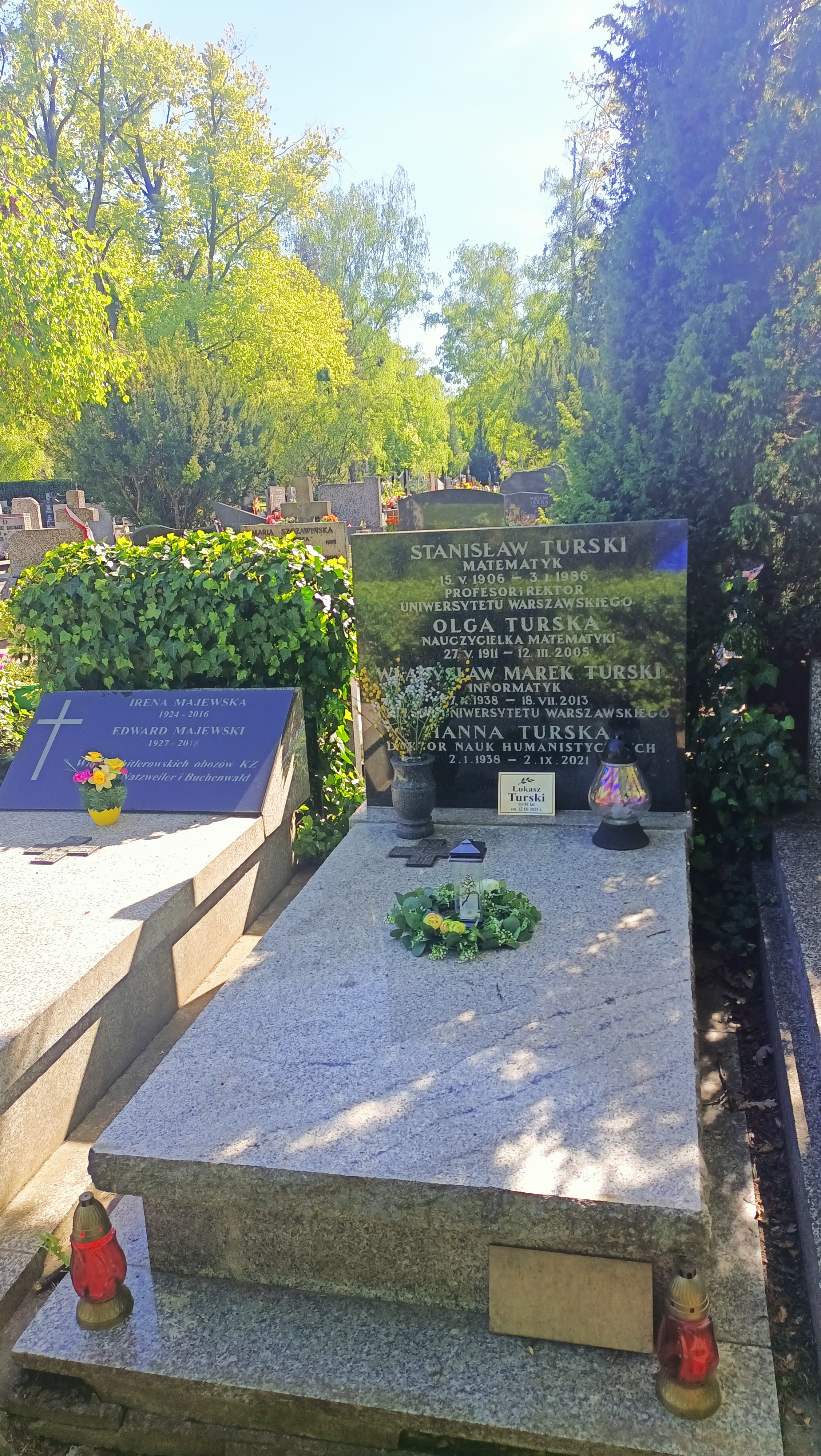
Grób Łukasza, Stanisława, Władysława Tuskich oraz ich krewnych

Władysław Marek Turski (ur. 17 października 1938 w Krakowie, zm. 18 lipca 2013 w Warszawie) – polski informatyk, profesor zwyczajny.

## Życiorys
Z wykształcenia był astronomem (specjalizacja: mechanika nieba), ukończył Moskiewski Uniwersytet Państwowy im. M.W. Łomonosowa (1960). Bezpośrednio po studiach odbył staż w obserwatorium radioastronomicznym w Jodrell Bank w Wielkiej Brytanii. Zapoznał się tam z programowaniem, symulując na komputerze Mercury (wraz ze swoim przełożonym J.G. Daviesem) zjawisko pojawiania się i znikania roju meteorów zwanego Drakonidami związanego z kometą Giacobiniego-Zinnera.
Latem 1961 podjął pracę w Centrum Obliczeniowym PAN (późniejszy Instytut Podstaw Informatyki PAN). W maju 1962 CO PAN otrzymało zakupiony w ZSRR komputer Urał-2, w kilka tygodni później zostały zakończone prace nad systemem programowania symbolicznego KLIPA (Kod Liczbowej Interpretacji Parametrów Adresowych) dla tej maszyny, prowadzone od 1961 przez zespół w składzie: Marek Greniewski, Jadwiga Empacher, Jadwiga Zdanowska i Ryszard Solich, pod przewodem Turskiego, który wygłosił na ten temat pierwszy informatyczny referat „zza żelaznej kurtyny” na terytorium USA podczas ACM National Conference w Syracuse w 1962. W tymże roku uzyskał na Uniwersytecie Warszawskim stopień naukowy doktora nauk matematyczno-fizycznych, a w 1966 na Akademii Górniczo-Hutniczej w Krakowie stopień doktora habilitowanego nauk technicznych. W 1966 brał udział we wdrożeniu na komputerze Urał-2 dalekopisowego systemu bieżącej analizy danych ze stacji obserwacyjnych w RWPG i obliczania na tej podstawie efemeryd satelitów Ziemi. Jako astronom-informatyk prezentował wyniki podczas obrad COSPAR w Warszawie, gdzie poznał Adriaana van Wijngaardena, jednego z autorów Algolu-60 i głównego autora Algolu-68. Ten kontakt zaowocował powołaniem Turskiego w 1965 na członka Grupy Roboczej 2.1 Międzynarodowej Federacji Przetwarzania Informacji (IFIP), a w 1966 – na sekretarza naukowego tej grupy. 1965 spędził na zaproszenie prof. S. Gilla w Imperial College of Science and Technology w Londynie, gdzie wykładał metody translacji języków programowania.
Po powrocie z Londynu nadal w ramach CO PAN we współpracy z Elwro brał udział jako projektant (realizacja była dziełem zespołowym, głównie J. Olszewskiego, J. Marońskiego i B. Muchlado-Marońskiej) w tworzeniu systemu operacyjnego SODA (System Operacyjny Dwu-Aktywny) dla ostatniego całkowicie polskiego komputera mainframe Odra 1204. Ukończony jesienią 1967 system umożliwiał jednoczesne konwersacyjne uruchamianie programów i wykonywanie wsadu „gotowych” programów w tle. W amerykańskiej recenzji SODA został uznany za jeden z dwu najciekawszych europejskich systemów operacyjnych, mogących stanowić wzór dla amerykańskich konstruktorów. Systemu nie wdrożono ze względu na zarzucenie przez Elwro produkcji tych maszyn na rzecz maszyn Odra serii 1300 (zgodnych programowo z komputerami ICL serii 1900). Na zaproszenie prof. Silvio Navarro 1968 spędził w USA biorąc udział w realizacji programu dydaktycznego ACM Curriculum-68.
Od 1972 pracował w Instytucie Maszyn Matematycznych MERA, gdzie między innymi zajmował się posadowieniem systemu operacyjnego OS/360 na maszynach cyfrowych Jednolitego Systemu Riad 32.
W wieku 35 lat, w 1973 otrzymał od Rady Państwa tytuł naukowy profesora nadzwyczajnego nauk matematycznych.
W 1977 rozpoczął pracę na Uniwersytecie Warszawskim, gdzie był współtwórcą i wieloletnim dyrektorem  Instytutu Informatyki, był dziekanem wydziału w latach 1996–1999. Brał udział w drugiej połowie lat sześćdziesiątych XX wieku w pracach nad językami programowania Algol-60 i Algol-68. W konsekwencji gorących dyskusji w łonie Grupy Roboczej 2.1 IFIP zajął się następnie problemami metodyki i inżynierii oprogramowania. W efekcie był aktywny w grupie 2.3 zajmującej się metodyką oprogramowania.
Członek założyciel Polskiego Towarzystwa Informatycznego, a następnie – w latach 1981–1987 – jego pierwszy prezes. Po zakończeniu kadencji otrzymał, jako pierwszy, tytuł członka honorowego PTI. Był również członkiem Polskiego Towarzystwa Matematycznego oraz Polskiego Towarzystwa Astronomicznego. Należał do Królewskiej Akademii Inżynierii oraz Brytyjskiego Towarzystwa Informatycznego, które przyznało mu tytuł Distinguished Fellow – w ciągu ponad czterdziestu lat ten tytuł otrzymało dwudziestu siedmiu uczonych i przemysłowców związanych z informatyką, wśród nich: Edsger Dijkstra, Grace Hopper, Maurice Wilkes, Andriej Jerszow, Tom Kilburn, Charles Bachman, Anthony Hoare, Gene Amdahl, Donald Knuth, Robin Milner, William Gates, Tim Berners-Lee, David Deutsch, Vint Cerf.
Władysław M. Turski był autorem książek i artykułów naukowych i popularyzatorskich, felietonistą czasopism informatycznych PCkurier i Teleinfo oraz miesięcznika Wiedza i Życie (pod pseudonimem X. Rut). Wykładał (visiting professor) w ośrodkach naukowych USA, Kanady, RFN, Wielkiej Brytanii, NRD. Naukowy przewodniczący Światowego Kongresu Informatyki w Toronto w roku 1977. Członek zespołów redakcyjnych międzynarodowych czasopism naukowych z zakresu informatyki: Acta Informatica, Information Processing Letters, Annals of Computer History i innych. Gość specjalny (keynote speaker) konferencji na całym świecie.
W filmie Krzysztofa Zanussiego Iluminacja (1972) w krótkim epizodzie zagrał samego siebie.

## Życie prywatne
Syn rektora UW Stanisława Turskiego, brat fizyka Łukasza Turskiego. Jego syn Marcin, absolwent UW, również został informatykiem. Pochowany na Cmentarzu Wojskowym na Powązkach.

## Nagrody i odznaczenia
Otrzymał wielokrotnie Nagrodę Ministra Nauki, Szkolnictwa Wyższego i Techniki, Nagrodę Sekretarza Naukowego PAN, Medal Komisji Edukacji Narodowej, Nagrodę IFIP „Silver Core” w 1974, Nagrodę PIIT w 2003.
Był odznaczony Krzyżem Oficerskim i Komandorskim (2005) Orderu Odrodzenia Polski.

## Niektóre pozycje książkowe
- Podstawy użytkowania maszyn cyfrowych w ośrodkach naukowo-technicznych, PWN, Warszawa, 1968
- Struktury danych, WNT, Warszawa, 1974
- Propedeutyka informatyki, pierwsze wydanie PWN, Warszawa, 1975
- Metodologia programowania, oryginał w języku angielskim, pierwsze polskie tłumaczenie WNT, Warszawa, 1978
- Władysław Marek Turski: Nie samą informatyką. Warszawa: Państ. Instytut Wydawniczy, 1980. ISBN 83-06-00471-X. Brak numerów stron w książce
- Władysław Marek Turski: Propedeutyka informatyki. Warszawa: Państwowe Wydawnictwo Naukowe, 1981. ISBN 83-01-00741-9. Brak numerów stron w książce
- Matematyka współczesna. Dwanaście esejów. Praca zbiorowa. Warszawa: Wydawnictwa Naukowo-Techniczne, 1983. ISBN 83-204-0456-8. Brak numerów stron w książce (jako tłumacz)
- Władysław Marek Turski: Informatics. A propaedeutic view. Warszawa: PWN; North-Holland: Amsterdam, 1985. ISBN 83-01-05126-4. Brak numerów stron w książce
- Władysław Marek Turski: Na marginesie (fragment). Kraków: Warszawa: Wydawnictwo edu-Libri, 2013. ISBN 978-83-63804-17-6.{{Cytuj książkę}} Linki zewnętrzne: "tytuł". Brak numerów stron w książce